# Württembergischer Yacht-Club

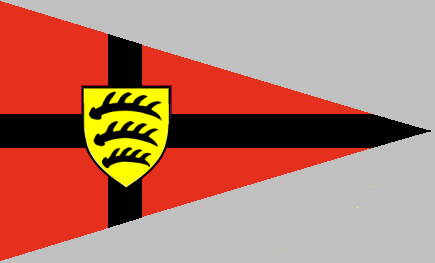
Stander des Württembergischen Yacht-Club 2010.

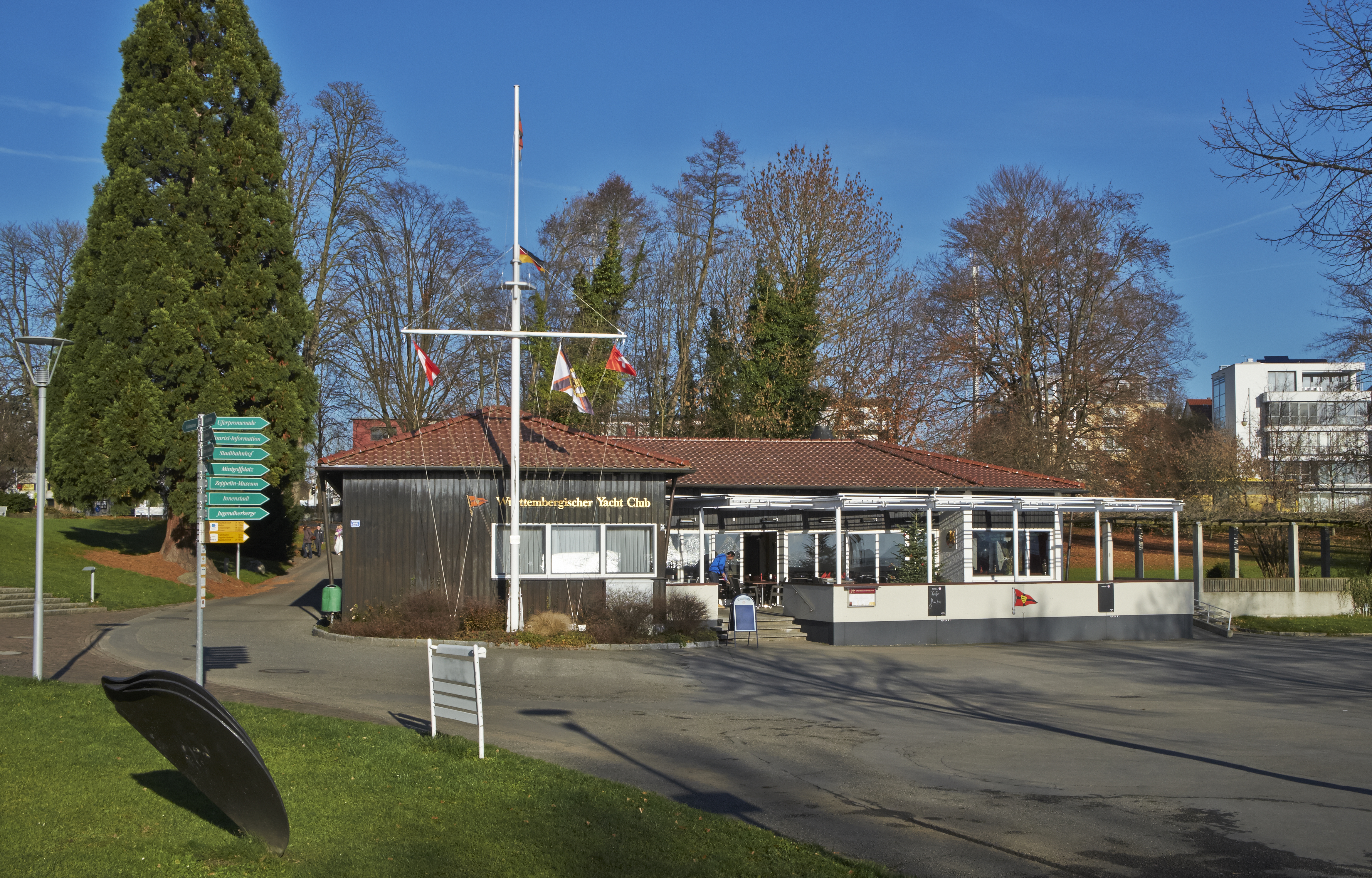
Clubhaus WYC

Der Württembergische Yacht-Club (WYC) ist ein Yachtclub in Friedrichshafen am Bodensee.

## Geschichte
Im Januar 1911 wurde der Königlich Württembergischer Yacht-Club in das Vereinsregister des damaligen Bezirksamtes Tettnang eingetragen. Noch im Gründungsjahr wurde mit dem Bau dieser Anlage und der Erstellung eines kleinen Clubhauses begonnen. 1920 zählte der Club 358 Mitglieder.
Die Gründung des Clubs, angeregt durch König Wilhelm II., entsprang der damals großen Begeisterung und Opferbereitschaft für den Aufbau einer deutschen Flotte, die bis tief ins Binnenland reichte. Nach sorgfältigen Vorbereitungen folgten die Württemberger im Jahre 1911 dem Beispiel der Bayern, Österreicher und Badener mit der Gründung eines eigenen Yacht-Clubs. Im Jahre 1913 erfolgte in Friedrichshafen die Indienststellung des Schaufelraddampfer Hohentwiel, der Staatsyacht König Wilhelms.
Den ersten Stander, von der Gründung bis 1935, schmückte eine Königskrone. Dieses Zeichen konnte sich über die Zeit der Weimarer Republik behaupten. In der Zeit des Nationalsozialismus erfolgte ein Verbot der Königskrone im Stander des Yachtclubs. Am 28. April 1944 zerstörte ein alliierter Luftangriff das Clubhaus. Der Hafen der Stadt wurde stark beschädigt, die Winterlagerhalle in Seemoos (Friedrichshafen) – mit weit über 100 Booten – erhielt einen Volltreffer.
Die Chefs des Hauses Württemberg waren und sind dem WYC bis in die heutigen Tage stark verbunden, denn sie stellen jeweils den Ehrenkommodore; von 1911 an waren dies König Wilhelm II., Albrecht Herzog von Württemberg, Philipp Albrecht Herzog von Württemberg, Carl Herzog von Württemberg und seit 2022 Wilhelm Herzog von Württemberg.

## Erfolge
- 1976 Olympiasieg der Brüder Jörg und Eckart Diesch im Flying Dutchman vor Kingston in Canada, wodurch zum vierten Mal seit 1900 wieder deutsche Segler olympisches Gold errangen.
- 1978 gewannen Albert und Rudolf Batzill die Weltmeisterschaft im Flying Dutchman vor Hayling Island (UK).